# جاك والر
جاك والر (بالإنجليزية: Jack Waller)‏ هو لاعب كرة الماء بريطاني، ولد في 1989.

## وصلات خارجية
- جاك والر على موقع الاتحاد الدولي للسباحة (الإنجليزية)
- جاك والر على موقع اللجنة الأولمبية الدولية (الإنجليزية)
- جاك والر على موقع أوليمبيديا (الإنجليزية)
- جاك والر على موقع اللجنة الأولمبية البريطانية (الإنجليزية)